# Монтемонако
Монтемонако (итал. Montemonaco) насеље је у Италији у округу Асколи Пичено, региону Марке.
Према процени из 2011. у насељу је живело 229 становника. Насеље се налази на надморској висини од 949 м.

## Становништво
| 1931. | 1936. | 1951. | 1961. | 1971. | 1981. | 1991. | 2001. | 2011. |
| ----- | ----- | ----- | ----- | ----- | ----- | ----- | ----- | ----- |
| 1.851 | 1.843 | 1.771 | 1.489 | 1.007 | 905   | 753   | 684   | 635   |